# Rivière La Pause
Pour les articles homonymes, voir La Pause.
La rivière La Pause est un affluent du lac Fontbonne, coulant dans la municipalité de Preissac, dans la municipalité régionale de comté (MRC) de Abitibi, dans la région administrative du Abitibi-Témiscamingue, au Québec, au Canada.
La foresterie s’avère la principale activité économique du secteur ; les activités récréotouristiques arrivent en second.
Annuellement, la surface de la rivière est généralement gelée de la mi-novembre à la fin avril, néanmoins, la période de circulation sécuritaire sur la glace est habituellement de la mi-décembre à la mi-avril.

## Géographie
Les bassins versants voisins sont :
- côté nord : rivière Kinojévis, rivière Villemontel, lac Dartigues ;
- côté est : lac Preissac, rivière Harricana, lac Malartic ;
- côté sud : lac Bellot, lac Chassignolle, lac Preissac ;
- côté ouest : lac Patris, lac Parfouru, rivière Kinojévis.

La source de la rivière La Pause est située à l’embouchure du lac La Pause (situé au nord du lac), soit à :
- 5,7 km à l'ouest de l’embouchure de la rivière La Pause ;
- 8,8 km au nord-ouest de l’embouchure du lac Fontbonne ;
- 41,1 km au nord-est du centre-ville de Rouyn-Noranda ;
- 61,9 km au nord-ouest de la ville de Val-d’Or ;
- 11,5 km au sud-est du centre du village de Preissac[1].

À partir de l’embouchure du lac La Pause, la rivière La Pause coule sur 11,7 km selon les segments suivants :
- 2,2 km d’abord vers le nord-ouest sur 1,6 km en serpentant jusqu’à la rive sud du lac Dartiques (longueur : 1,0 km ; altitude : 293 m) que le courant traverse sur 0,7 km vers l’est ;
- 1,6 km vers le sud-est, en serpentant jusqu’à la décharge du lac Elme (venant du sud) ;
- 1,0 km vers l’est, jusqu’à la décharge du lac Moléon (venant du nord-est) ;
- 3,2 km vers le sud-est en zone de marais jusqu’à un ruisseau (venant du sud) ;
- 3,3 km vers le nord-est en formant un crochet vers l'est et en traversant une zone de marais en début et en fin de segment, jusqu’au ruisseau Mollin (venant du nord) ;
- 0,4 km vers le sud-est en traversant une zone de marais jusqu’à son embouchure[2].

L’embouchure de la rivière La Pause se situe à :
- 5,8 km à l'ouest de l’embouchure du lac Preissac ;
- 7,0 km au nord de l’embouchure du lac Fontbonne ;
- 45,6 km au nord-est du centre-ville de Rouyn-Noranda ;
- 56,4 km au nord-ouest du centre-ville de Val-d’Or.

La rivière La Pause se déverse sur la rive nord-ouest du lac Fontbonne que le courant traverse vers le sud ; puis, le courant traverse vers le sud-est le lac Chassignolle, puis traverse le lac Preissac vers le nord avant de se déverser dans la rivière Kinojévis, un affluent de la rivière des Outaouais.

## Toponymie
Le toponyme rivière La Pause a été officialisé le 5 décembre 1968 à la Commission de toponymie du Québec, soit lors de sa création.